# Feniltiocarbamida

Estrutura química.

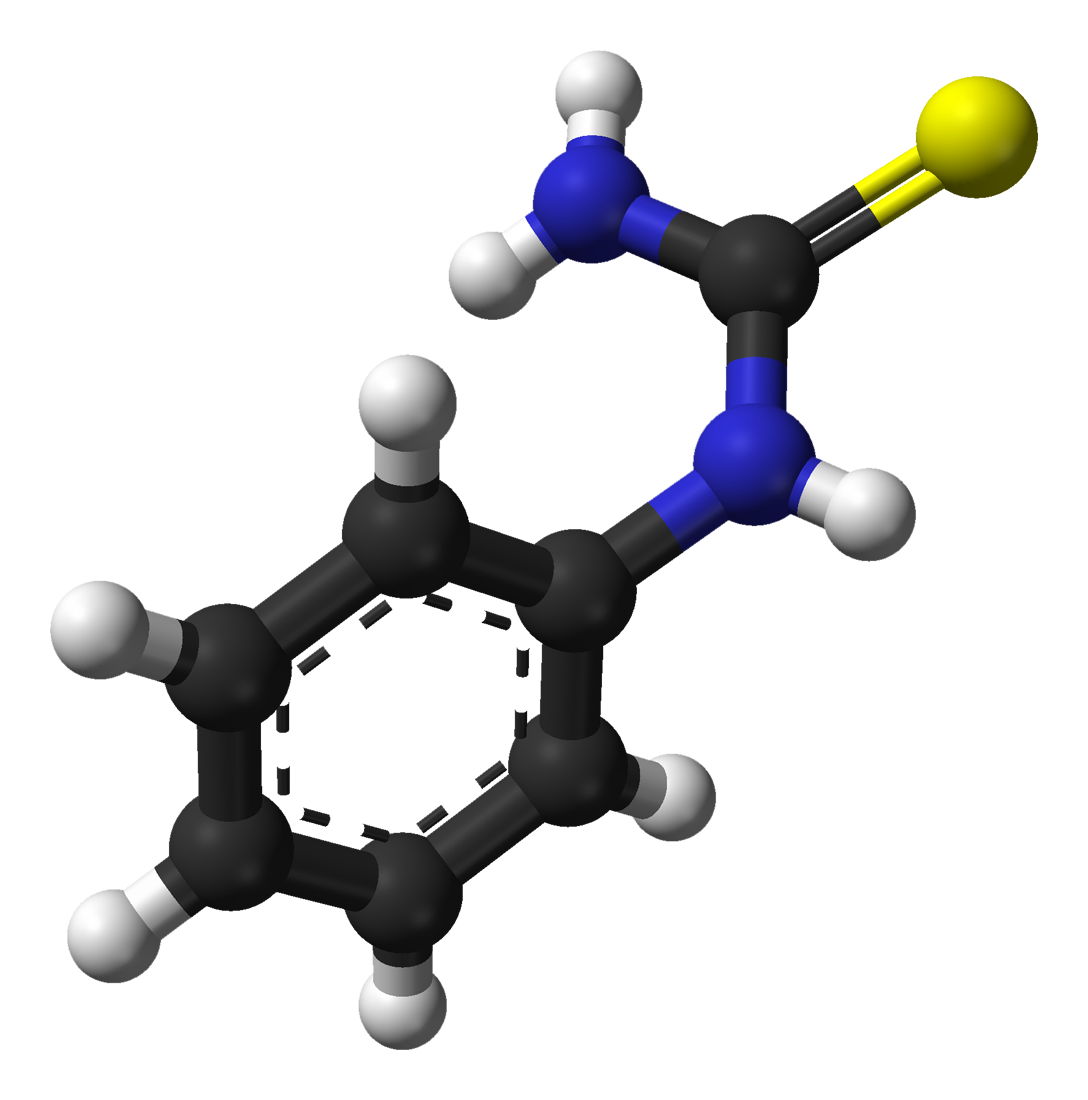
Modelo da molécula

O Feniltiocarbamida, PTC ou feniltioureia é um composto orgânico que pode parecer muito amargo ou praticamente sem sabor, dependendo do genoma do provador. A capacidade de sentir o PTC depende da presença de estirpes de dominância genética. Este teste de sensibilidade para determinar um PTC é um teste genético comum em seres humanos.
O paladar é responsável por controlar a entrada para o nosso corpo de substâncias que ingerimos em nossa dieta e também fornece uma certa maneira de compreender o mundo ao nosso redor, mas não, depende em parte de nossas percepções. Em 1931, foi descoberto que houve uma variação acentuada entre os seres humanos em relação à percepção sabor amargo. Esta descoberta foi feita com um composto químico artificial chamado PTC ou phenylthiocarbamide . Outros compostos similares encontrados naturalmente em muitos vegetais em nossa dieta diária, tais como brócolis ou couve. Além de perceber ou não o gosto do PTC em ambas as categorias, há alguma variação individual, que faz com que algumas pessoas têm uma alta capacidade de gustação amarga, mesmo em nível baixo. Estes indivíduos são chamados de super-degustadores do ponto de vista evolutivo. Talvez o mais interessante é a alta freqüência de provadores que não estão presentes nas populações humanas.
A habilidade de sentir o gosto do PTC é influenciada pelo gene TAS2R8, em que, simplificando a questão, o alelo para sentir o gosto é dominante sobre o alelo para não sentir o gosto. No entanto, há outros genes e fatores ambientais que influenciam essa habilidade. O gene TAS2R8 está presente no cromossomo 7.
1. ↑  McDonald, John H. (2011). «Myths of Human Genetics: PTC tasting». udel.edu. Consultado em 30 de abril de 2025
2. ↑  Antonio, Bárbara Cunha Padilha; Freitas, Denise de; Peripato, Andréa Cristina (1 de setembro de 2023). «Os brócolis são amargos? Um modelo didático para abordar sensibilidade ao PTC». Genética na Escola (2): 122–132. ISSN 1980-3540. doi:10.55838/1980-3540.ge.2023.474. Consultado em 30 de abril de 2025